# Andy
Andy (španělsky Cordillera de los Andes) jsou nejdelší horské pásmo na světě. Velehory mají délku 7 240 kilometrů a šířku 200 až 700 kilometrů. Rozkládají se po celé délce západního pobřeží Jižní Ameriky od Karibského moře až po Drakeův průliv u Ohňové země,
v rozmezí od 11° severní šířky po 56° jižní šířky. Od severu k jihu prochází státy: Venezuela, Kolumbie, Ekvádor, Peru, Bolívie, Chile a Argentina.
Díky svému rozsahu od tropického pásma až po mírné pásmo a vysokým nadmořským výškám mají Andy nejrůznorodější krajinu ze všech velehor světa. Ve všech obdobích vzniku pohoří zde docházelo k silnému vulkanismu. Dnes se zde nachází 50 činných a 40 vyhaslých vulkánů. Andy tvoří jihoamerickou část Kordiller. Název Andy pravděpodobně pochází z kečuánského slova anti, což znamená východ, respektive místo, kde vychází Slunce.

## Geografie

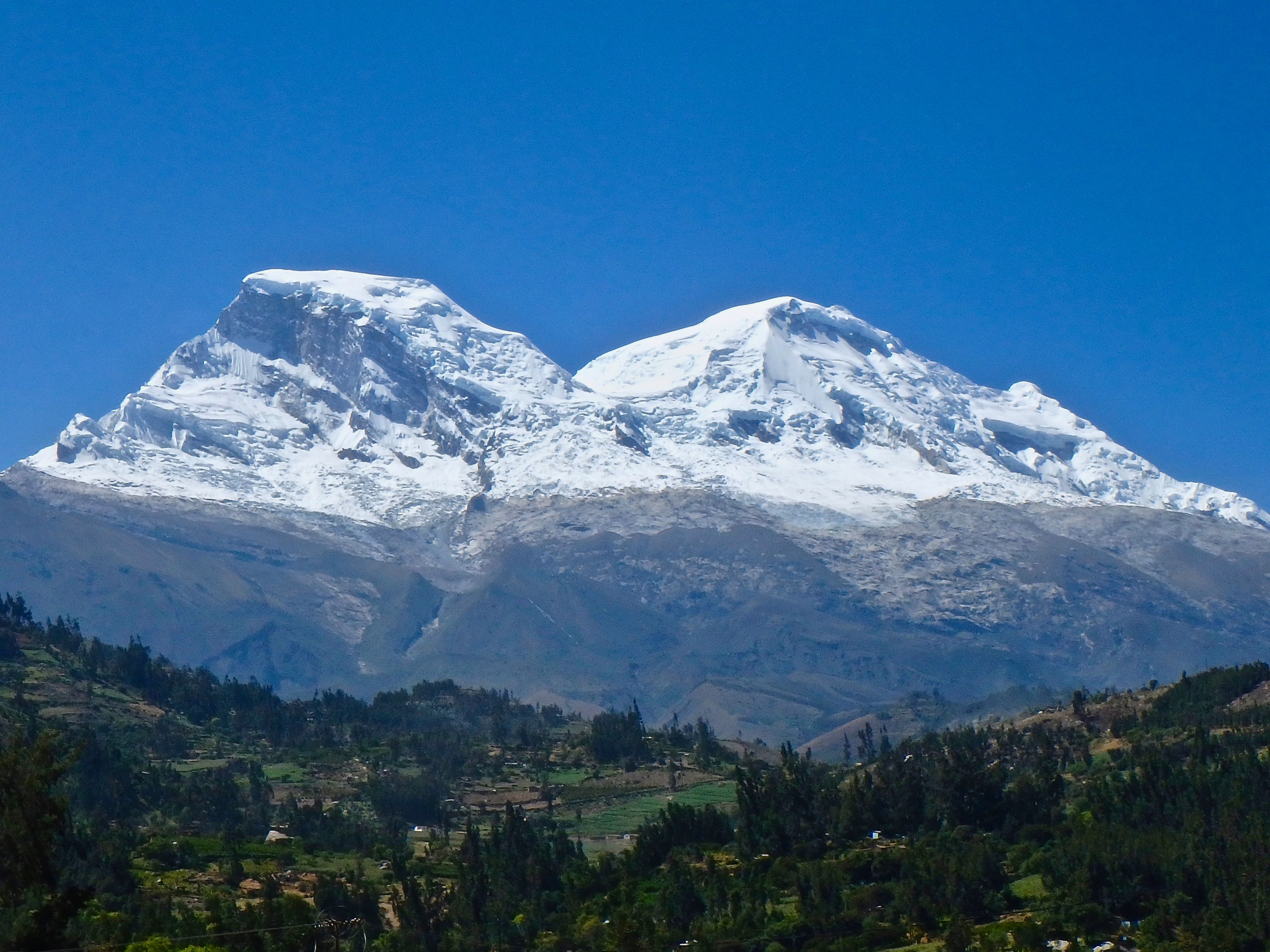
Huascarán (6 768 m)

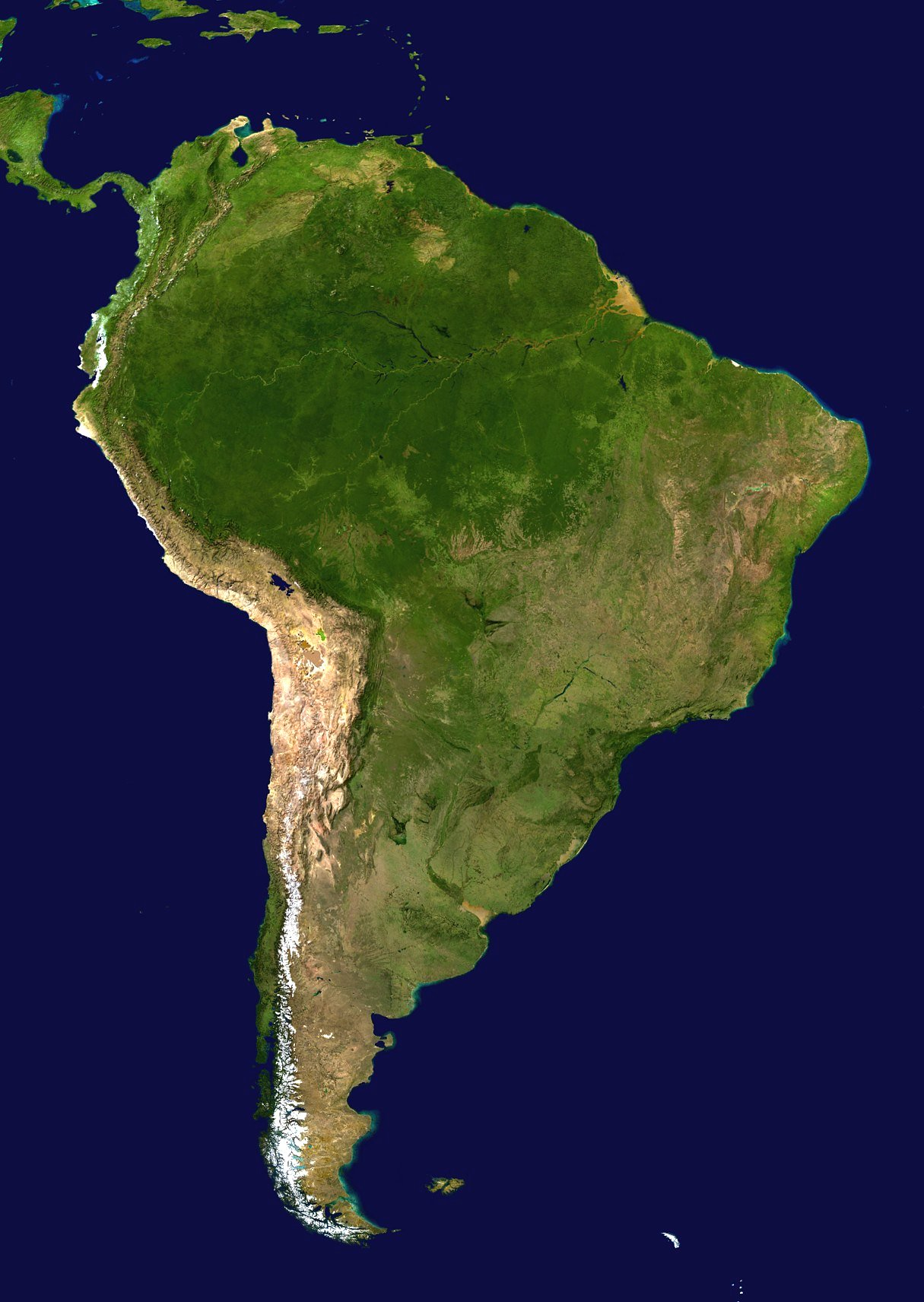
Seskládaný satelitní obraz Jižní Ameriky, Andy jsou zřetelně vidět

Andy se dělí na několik částí. Jižní Andy v Argentině a Chile. Centrální Andy zasahují do chilské části, pokračují do Peru a Bolívie. Severní Andy zasahují do Venezuely, Kolumbie a Ekvádoru. Po celé délce je tvoří dva paralelní hřbety Cordillera Occidental a Cordillera Oriental. V Kolumbii, severně od hranice s Ekvádorem, se rozdělují na tři rovnoběžné hřbety – západní, centrální a východní. Východní je jediným z horských hřbetů, který zasahuje do Venezuely. Jejich střední a severní část tvoří několik paralelních hřebenů, mezi nimiž se na území Bolívie nachází tzv. Altiplano. Označení cordillera pochází ze španělštiny a znamená provaz. Andy jsou asi 200–300 km široké téměř po celé délce kromě bolivijského ohybu, kde dosahují šířky 640 km. Nejsevernější části pohoří tvoří ostrovy Aruba, Bonaire a Curaçao v Karibském moři. V jižní části And (tzv. Patagonské Andy) se nachází několik zaledněných částí, mezi něž patří severopatagonské ledovcové pole, jihopatagonské ledovcové pole a ledovec v Darwinově pohoří.

### Severní Andy

#### Kolumbijské Andy
Jsou rozdělené údolími řek Cauca a Magdalena na tři téměř rovnoběžně se rozkládající horská pásma ve směru severovýchod-jihozápad. Nejzápadněji leží Západní Kordillera (Cordillera Occidental). Toto horské pásmo má nadmořskou výšku okolo 3 000 metrů, pouze na jihu, u hranice s Ekvádorem, prudce vystupuje Nevado de Cumbal (4 764 m). Střední část Kolumbijských And tvoří Střední Kordillera (Cordillera Central). Silný vulkanismus zde vytvořil řadu mohutných stratovulkánů. K hlavním činným vulkánům v této oblasti náleží: Nevado del Ruiz (5 400 m), Nevado del Tolima (5 215 m), Nevado del Huila (5 757 m) nebo Puracé (4 756 m). Pokračováním Střední Kordillery je i na severu, při pobřeží Karibského moře ležící, pohoří Sierra Nevada de Santa Marta. Východní část Kolumbijských And tvoří pásmo Východní Kordillera (Cordillera Oriental). Jih pásma je tvořen úzkým, středně vysokým hřbetem, v severní části pak vystupuje nejvyšší část Východní Kordillery pohoří Sierra Nevada de Cocuy.

#### Venezuelské Andy
Na kolumbijskou Východní Kordilleru navazuje severovýchodním směrem venezuelská Cordillera de Mérida. Toto horské pásmo má délku okolo 500 kilometrů a jádro pohoří se skládá z krystalických žul a rul, povrch je pak tvořený sedimenty. Nejvyšší horou Sierry Nevady de Mérida je nejvyšší hora Venezuely Pico Bolívar (5 007 m).

#### Ekvádorské Andy

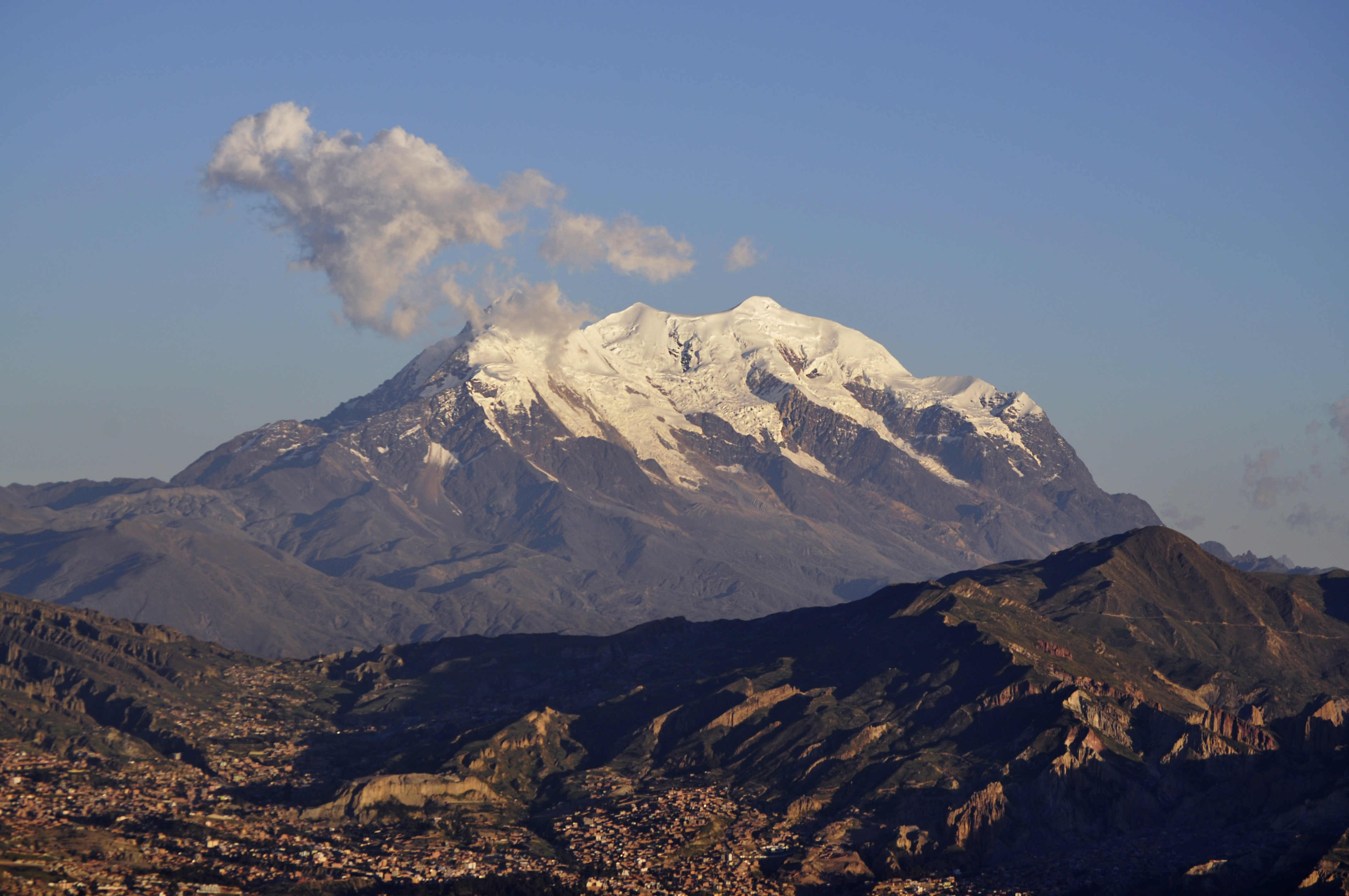
Illimani

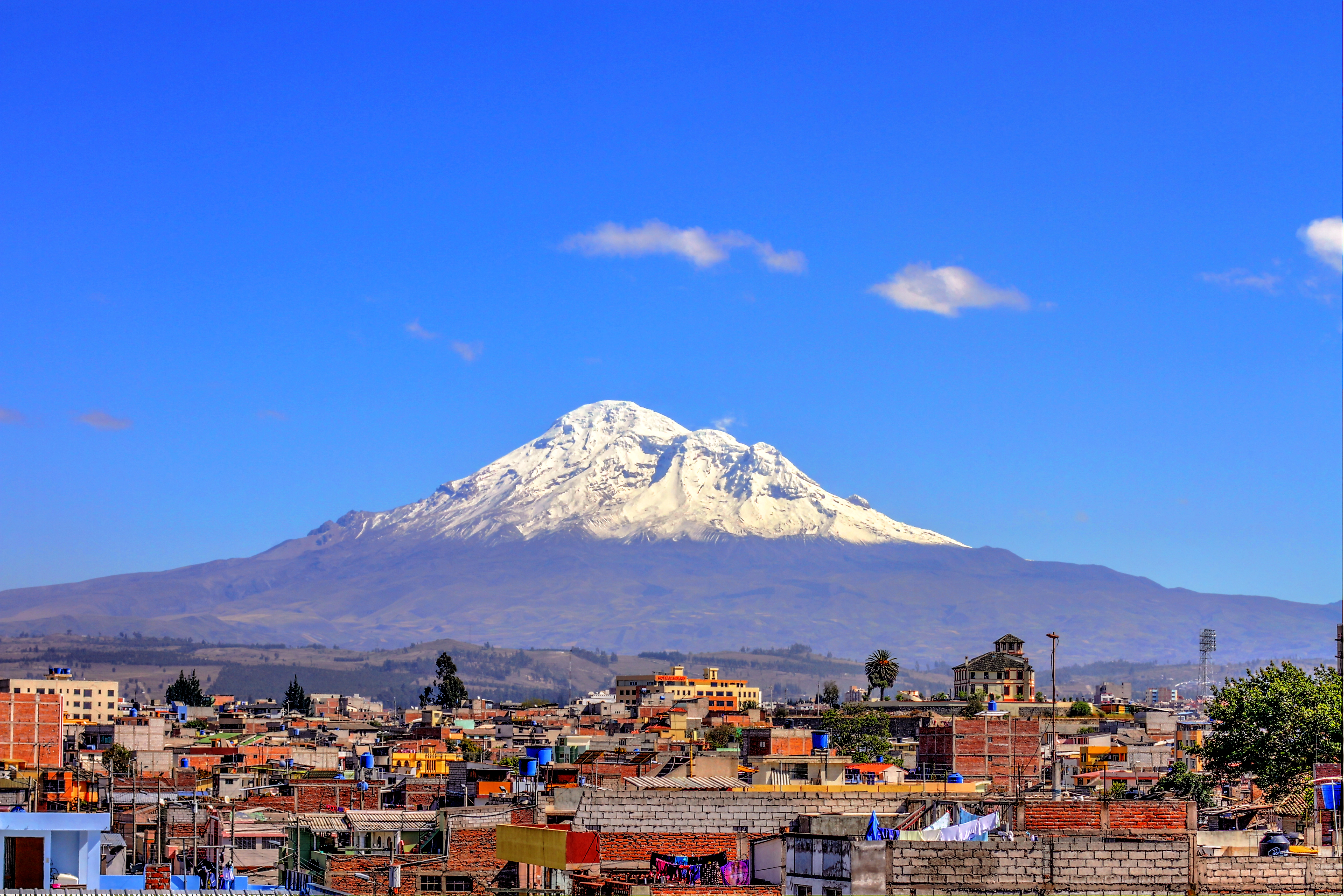
Chimborazo

V Ekvádoru se Andy zužují na šířku 150 až 200 kilometrů a tvoří je dva paralelní vysoké horské hřebeny: Západní Kordillera (Cordillera Occidental) a Východní Kordillera (Cordillera Oriental) s délkou okolo 650 kilometrů. Ekvádorská Západní Kordillera je nižší, rozčleněná řadou údolí s řekami směřujícími do Tichého Oceánu. Nicméně v Západní Kordilleře leží nejvyšší vrchol ekvádorských And Chimborazo (6 263 m). Východní Kordillera je širší, méně častá říční údolí mají charakter hlubokých kaňonů. K hlavním vrcholům tohoto horského pásma náleží vulkány Cotopaxi (5 897 m) a Cayambe (5 790 m).

### Střední Andy

#### Peruánské Andy
Peruánské Andy tvoří nejvyšší části severních a středních And. Celkem 39 vrcholů peruánských And překračuje 6 000 metrů a 174 vrcholů je vyšších než 5 000 metrů. Délka And na území Peru se pohybuje okolo 700 kilometrů. Na severu je šířka pohoří 150 kilometrů na jihu Peru se rozšiřuje na 450 kilometrů. Severní část peruánských And tvoří tři horská pásma: Západní Kordillera (Cordillera Occidental), Střední Kordillera (Cordillera Central) a Východní Kordillera (Cordillera Oriental) oddělené hlubokými údolími řek Marañón, Huallaga a Ucayali. V jižní části Peru pokračují pouze dvě horská pásma: Západní Kordillera a Východní Kordillera, mezi nimiž se rozkládá největší náhorní plošina And Altiplano. Nejvyšší horou peruánských And je na severozápadě ležící Huascarán (6 768 m).

#### Bolivijské Andy
Na území Bolívie se horská pásma Západní Kordillery a Východní Kordillery rozestupují na vzdálenost 400 až 600 kilometrů. Prostor mezi horskými pásmy vyplňuje náhorní plošina Altiplano. Severní část Východní Kordillery, východně od jezera Titicaca, tvoří silně zaledněné a zasněžené vrcholy pohoří Cordillera Real. Zde se nachází druhý a čtvrtý nejvyšší vrchol Bolívie Illimani (6 439 m) a Illampu (6 368 m). V Západní Kordilleře, na jihozápadě Bolívie, podél hranice se severním Chile, se pak nachází vulkanické pásmo z konce třetihor a počátku čtvrtohor s nejvyšší horou Bolivijských And vulkánem Sajama (6 542 m).

### Jižní Andy

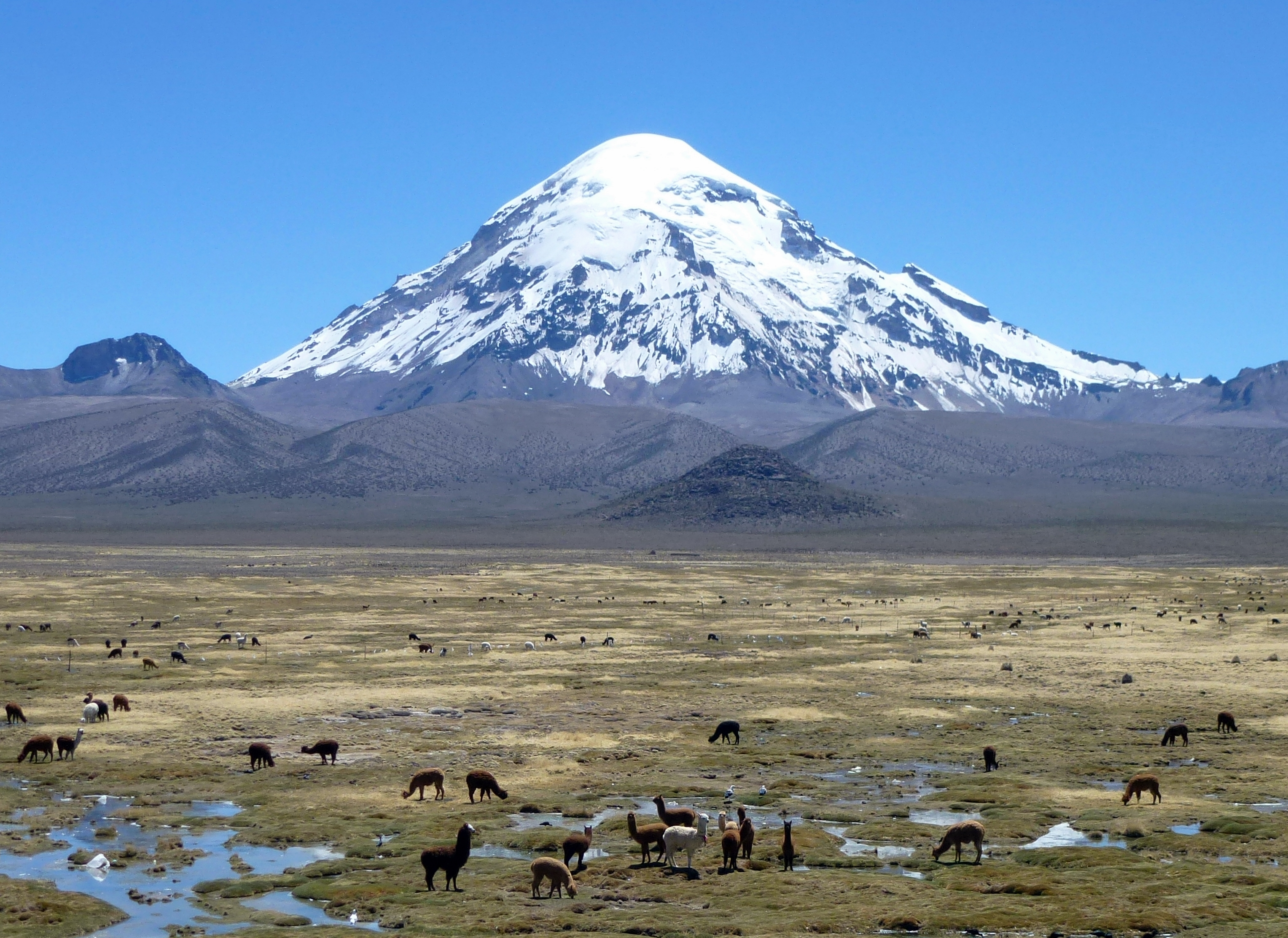
Sajama, nejvyšší hora Bolívie

Jižní Andy tvoří Chilsko-argentinské Andy. Ještě nejsevernější část Chile s řadou činných vulkánů: Guallatiri (6 071 m), Parinacota (6 384 m), Pomerape (6 282 m) přináleží ke Středním Andám. Chilsko-argentinské Andy navazují na Střední Andy v místě hraničního trojmezí mezi Argentinou, Chile a Bolívií. Chilsko-argentinské Andy jsou užší, ale tvoří nejvyšší část And. Severní část Chilsko-argentinských And se skládá z několika horských pásem složených z různých hornin. Podél pobřeží Tichého oceánu, na severozápadě Chile, leží Pobřežní Kordillera (Cordillera de la Costa). Směrem na východ se nachází Chilské podélné údolí, za nímž vystupuje Chilská Prekordillera, jejíž nejvyšší část tvoří pohoří Cordillera Domeyko (4 890 m). Východně ležící Preandská sníženina odděluje nejvyšší a hlavní hřeben And nacházející se na chilsko-argentinské hranici. Zde se nachází činný vulkán Lascar (5 592 m) a nejvyšší vyhaslý vulkán Llullaillaco (6 739 m), na argentinské straně leží vulkán Antofalla (6 409 m) a na chilsko-argentinské hranici Socompa (6 051 m). Dále na východ, na území Argentiny, leží pásmo Puny, zvlněné náhorní plošiny s řadou bezodtokých pánví se solnými jezery a močály. Na Punu na východě navazují třetihorní horská pásma v okolí měst Salta a Tucumán a dále východně ležící sedimentární Subandská Sierra.

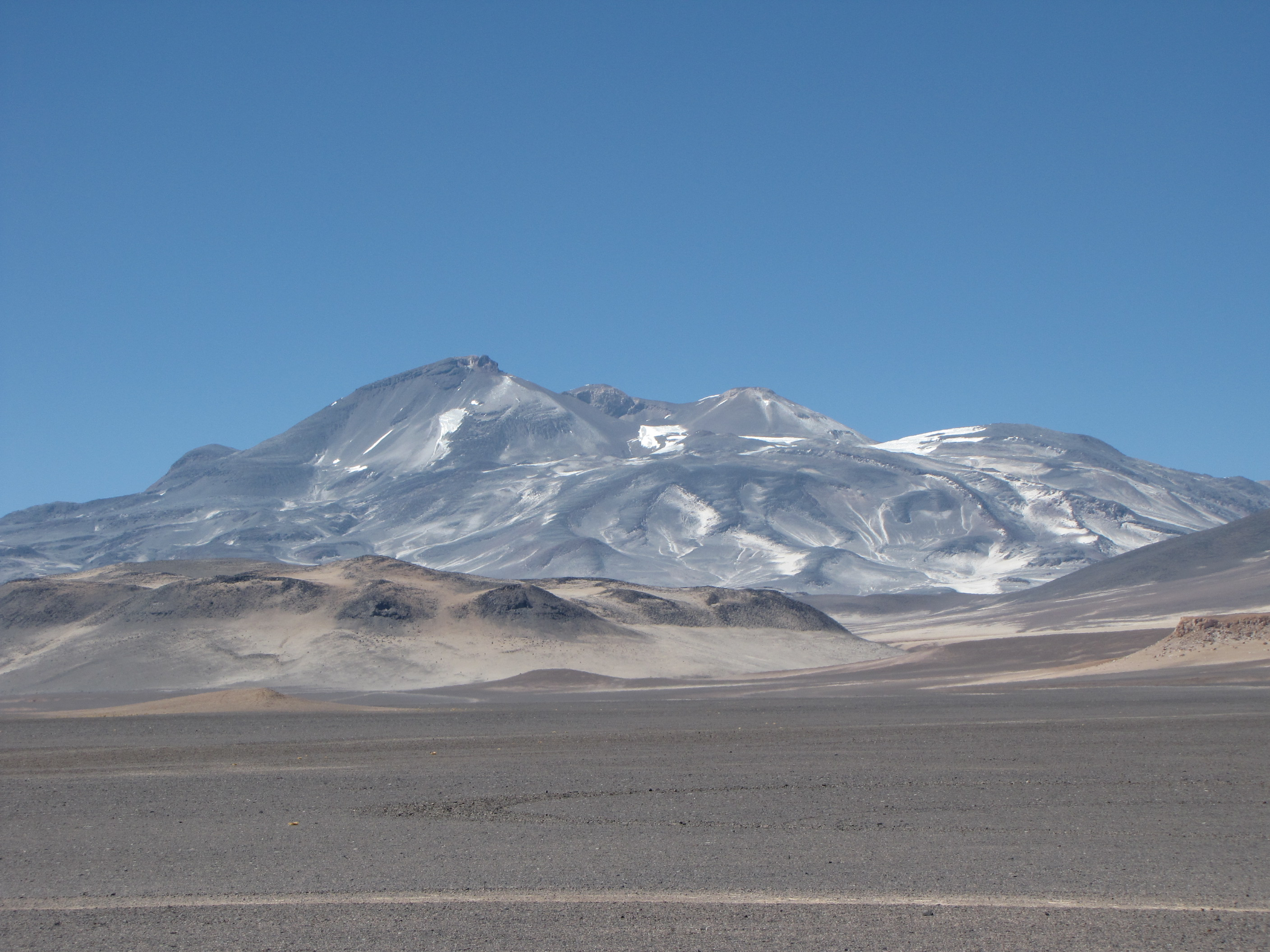
Ojos del Salado, druhá nejvyšší hora And

Střední Chilsko-argentinské Andy se rozkládají od jižního okraje pouště Atacama až k řece Bío-Bío na území Chile a pramenům řeky Agrio v Argentině. I v tomto úseku jsou Andy rozděleny na dvě horská pásma. Na Chilsko-argentinské hranici se rozkládá tzv. Hlavní Kordillera, Cordillera Principal, kterou tvoří nejvyšší horstva And a Ameriky. Směrem od severu k jihu zde leží nejvyšší vulkán světa Ojos del Salado (6 893 m), pátá nejvyšší hora Ameriky Cerro Bonete (6 759 m), Mercedario (6 720 m), nejvyšší vrchol And a Ameriky Aconcagua a jižně od ní šestá nejvyšší hora And Tupungato (6 565 m). Hlavní vrchol Aconcaguy leží na území Argentiny, 13 kilometrů východně od hlavního hřebene Cordillery Principal na hranicích Chile a Argentiny. Údolí řek Río de los Patos a Tunuyán pak oddělují nejvyšší hlavní hřeben And od východně níže položeného pásma Cordillera Frontal (5 950 m).
Jižní část Chilsko-argentinských And se nazývá Patagonské Andy. Tvoří je pouze jedno horské pásmo, které směrem k jihu klesá. Činnými vulkány v Patagonských Andách jsou Llaima (3 125 m), Osorno (2 652 m) nebo Corcovado (2 300 m). K nejvíce známým vrcholům v oblasti náleží Lanín (3 776 m), Tronador ( 3491 m) a nejvyšší hora Patagonských And Monte San Valentín (4 058 m). Patagonské Andy jsou silně zaledněny. Zatímco na severu a ve střední části chilsko-argentinských And je sněžná čára nad 4 000 metrů, v nejjižnější části, v Ohňové zemi je okolo 600 metrů.

## Nejvyšší vrcholy
V Andách je 91 šestitisícovek, 14 z nich má výšku nad 6 500 m. Nejvyšší horou And je Aconcagua v Argentině, vysoká 6 961 metrů. Mezi další významné vrcholy náleží: Ojos del Salado (6 893 m), nejvyšší hora Chile a nejvyšší vulkán světa; Huascarán (6 768 m), nejvyšší hora Peru; Sajama (6 542 m), nejvyšší hora Bolívie; Yerupajá (6 635 m, Peru), Chimborazo (6 310 m), nejvyšší hora Ekvádoru; Huayna Potosí (6 088 m, Bolívie), Alpamayo (5 947 m, Peru), Cotopaxi (5 897 m, Ekvádor) nebo Fitz Roy (3 405 m) a Cerro Torre (3 133 m) v Patagonských Andách.

## Geologický vývoj

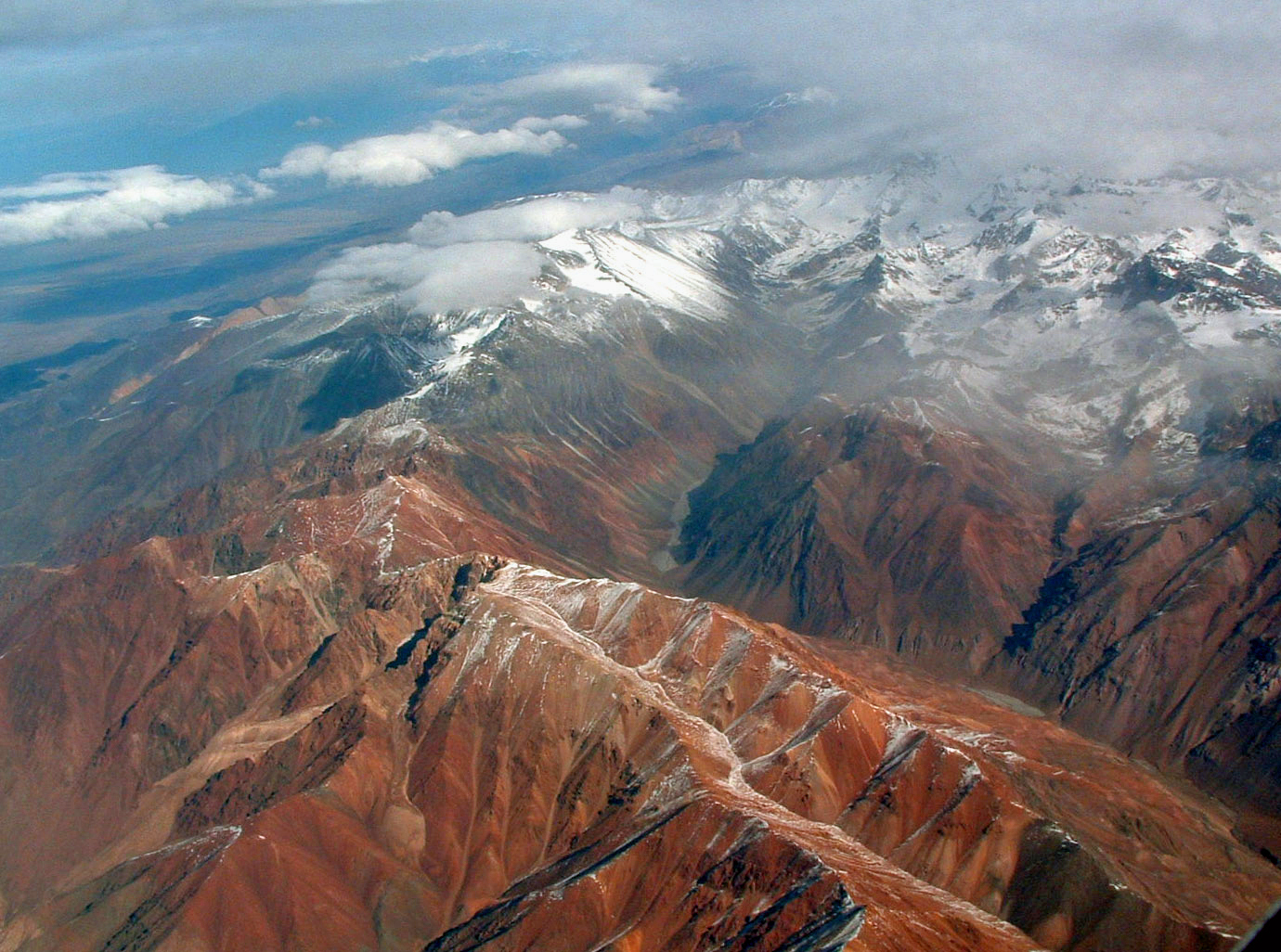
Centrální Andy

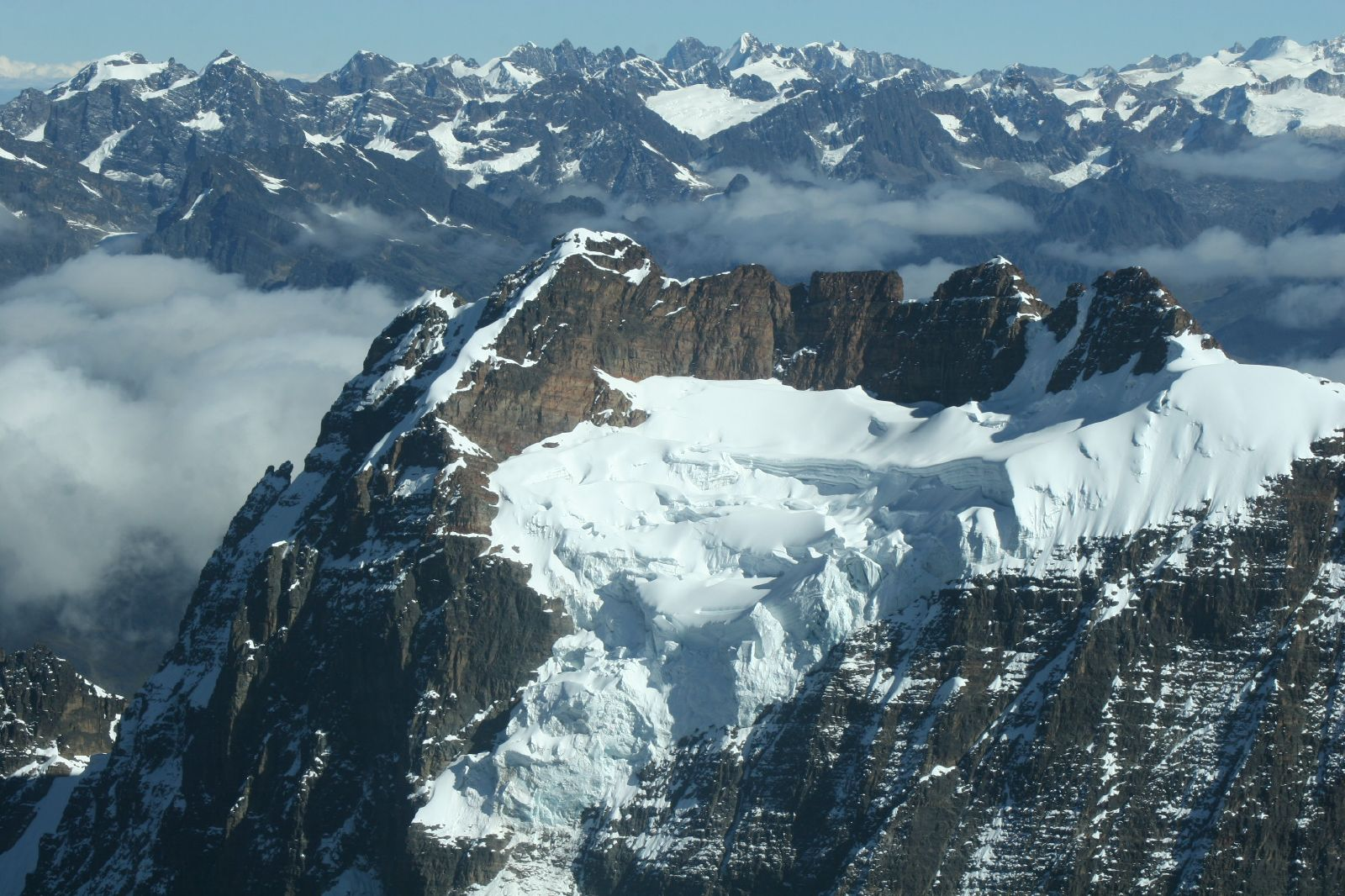
Bolivijské Andy

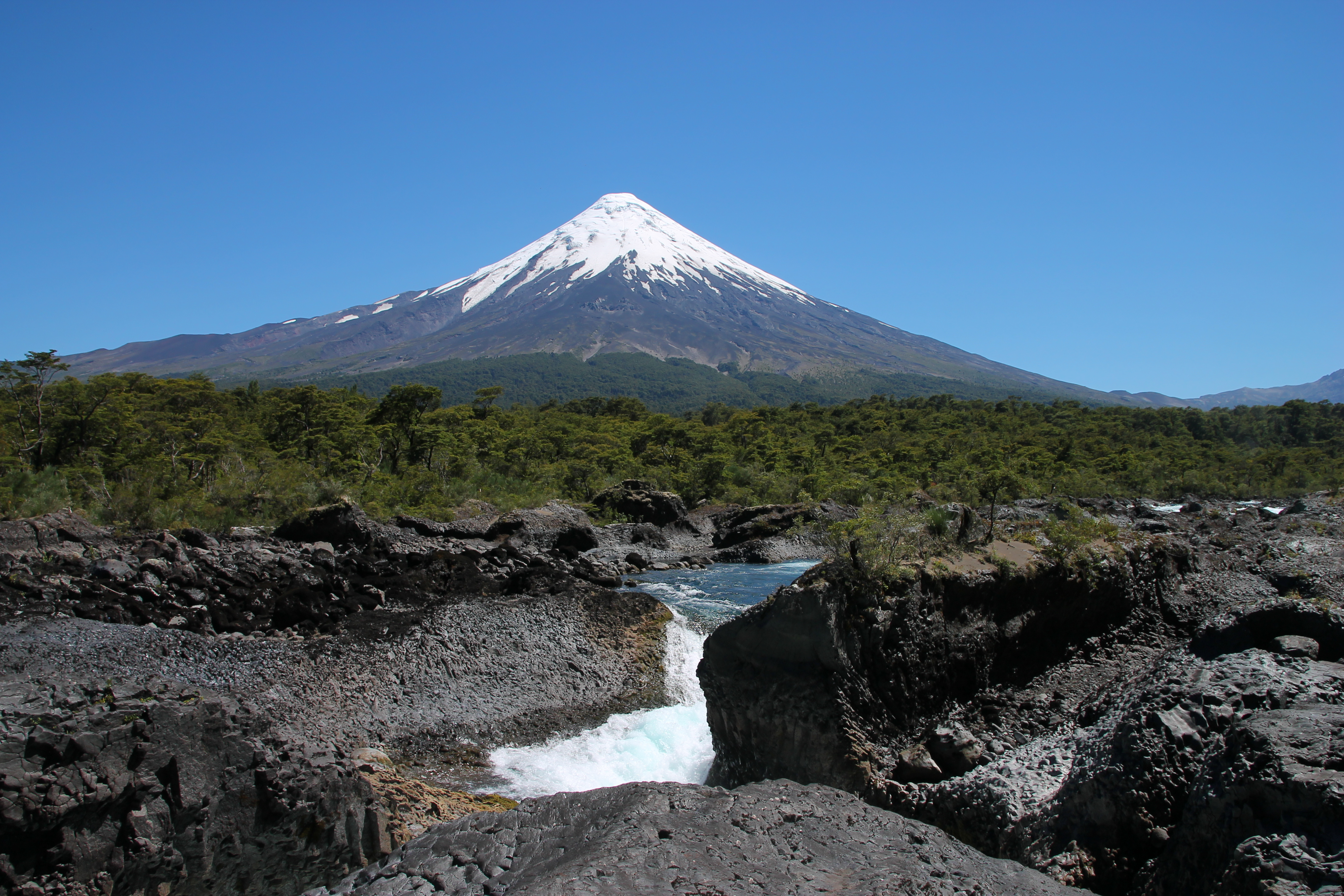
Sopka Osorno

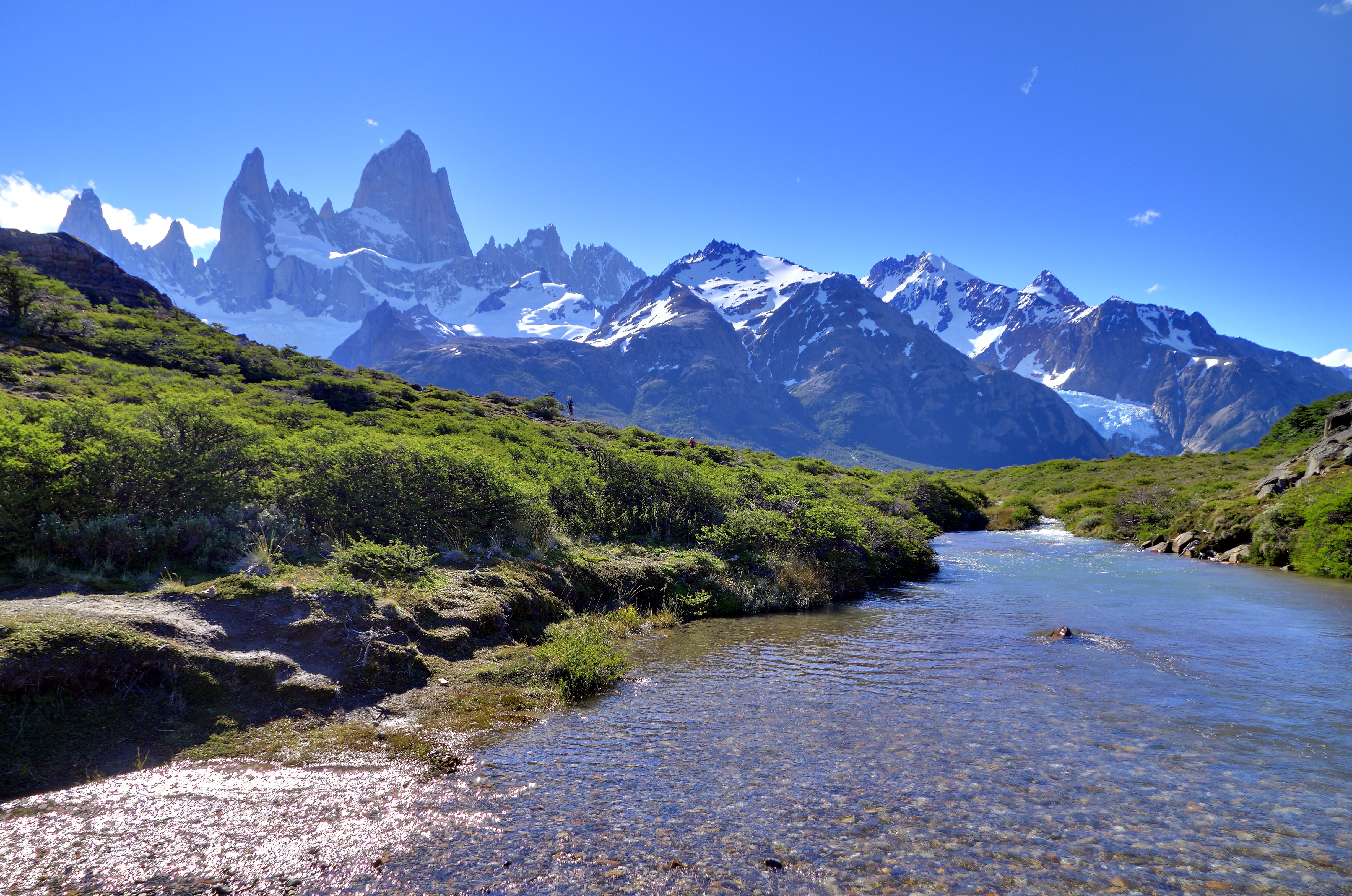
Cerro Chaltén

Horský pás And se začal formovat v období křídy před 138 milióny až 65 milióny lety. Příčinou zdvihu a vrásnění usazených hornin bylo pomalé nasouvání tichomořské kry pod jihoamerickou pevninskou kru. Téměř po celé délce pohoří jsou patrné tektonické poruchy, které jsou dodnes příčinou zemětřesení a vulkanické činnosti.
Vznik And je spojen s procesy deskové tektoniky, které měly za následek subdukce desky Nazca pod jihoamerickou desku. Hranice mezi deskami je v oceánu tvořena Peruánsko-chilským příkopem.
Nejstarší andské horniny pocházejí z prekambria a nacházejí se v Chile a Argentině. Jsou to například slabě metamorfované flyšové sedimenty jednotky Puncoviscana. Během kambria až triasu na západní část Gondwany narazilo několik mikrokontinentů, které se staly její součástí. Tyto srážky byly spojeny s výrazným vulkanismem. Od začátku jury se v oblasti And vyvinulo několik sedimentačních pánví a vulkanických oblouků různého typu.
V Severních Andách vznikl ve formaci La Negra vulkanický oblouk a předoblouková Tarapacská pánev. Od titónu po hoteriv byla tato pánev zaplavena, později během svrchní křídy ji ovlivňoval okolní vulkanismus a usazovaly se v ní zejména červené kontinentální sedimenty. Uprostřed křídy se tato pánev uzavřela a z hornin, které byly vytlačeny z tohoto prostoru vznikla tzv. Proto Cordillera Domeyko, kterou v následujícím období výrazně destruovala eroze. Od svrchní křídy po eocén pokračoval v důsledku subdukce desky Nazca vulkanismus, který v průběhu Oligocénu vystřídaly intruze. V tomto období vznikla v oblasti Chile významná ložiska měděných – porfyrových rud. Subdukce desky Nazca způsobila i vznik Atacamského příkopu, významného zlomu, který postihl Pobřežní kordilieru. V tomto prostoru následně během jury a rané křídy mohl vystoupit granitoidní pobřežní batolit.
V centrálním segmentu And během vrchní jury a spodní křídy vznikly paralelní vulkanické oblouky, mezi kterými se nacházely menší zaobloukové a okrajové pánve. Kůru také postihly několik intruzí hlubinných hornin. Oblast v juře zasáhla silná transgrese, která umožnila vznik platformy Aconcagua. Později z oblasti moře ustoupilo a následoval intenzivní vulkanismus. Ve vrchní křídě došlo ke změně tektonického režimu z klidné subdukce Mariánského typu na napjatý Chilský typ. Uzavřely se starší sedimentační pánve a vulkanismus se přesunul více na východ. Jejich uzavření způsobil vznik Aconcaguského vrásovo-násunového pásma, podél východní hranice Cordillera Principal ve vrchní křídě až miocénu. Kvartérní vulkanismus už neproběhl.
V Jižních Andách od jury po kvartér probíhal neustálý vulkanismus, zejména v oblasti Cordillera Principal a předobloukové pánve Neuquen, která se plnila mořskými i kontinentálními uloženinami, což vytvořilo vhodné podmínky pro akumulaci uhlovodíků, zejména ropy.
V Andách se v důsledku pokračující subdukce desky Nazca nachází mnoho sopek, jako například Cotopaxi, jedna z nejvyšších sopek současného období.

### Klima
Klima se v Andách významně liší v závislosti na nadmořské výšce, blízkosti moře a šířky. V jižních oblastech And často prší a je poměrně chladněji. Centrální Andy mají suché klima. Severní Andy mají vlhké a teplé klima, v Kolumbii dosahuje průměrná roční teplota 18 °C. V důsledku velkých rozdílů nadmořských výšek se mohou deštné lesy nacházet pouze několik kilometrů od zasněžených štítů. Hory mají velký vliv nejen na teplotu ale i srážky v blízkých oblastech. Sněžná čára je pohyblivá a v různých oblastech se vyskytuje v jiné výšce. Od 4 500 do 4800 m v tropickém Ekvádoru, Kolumbii, Venezuele a Peru, 4 800 až 5200 m v sušších oblastech Peru a Chile, opět klesá do 4500 m v oblasti Aconcagua (32°j.š.), 2000 m dosahuje v oblasti 40° j.š., 500 m v oblasti 50° j. š. a od 55° j.š. několik "horských" ledovců dosahuje mořské hladiny.

## Agroekologické zóny
Andy se dají rozdělit na řadu agroekologických zón. Rozlišujeme horizontální a vertikální. Horizontální jsou různé pro každý stát, naopak vertikální jsou všude stejné. Patří sem Chala (neboli Costa), Yunga, Quechua, Suni, Puna (neboli Jalca) a Janca (neboli Cordillera).